# Pā

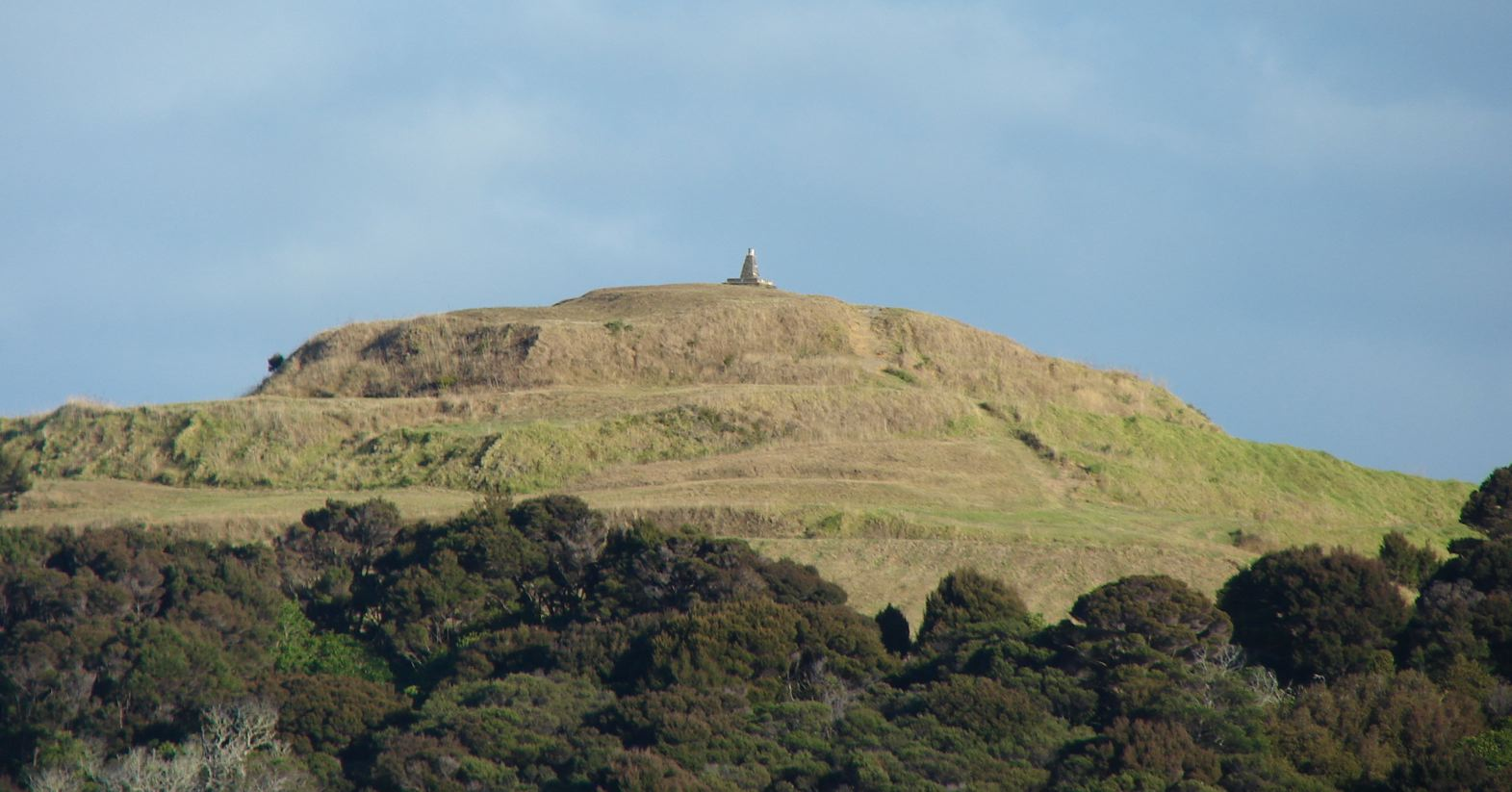
Pā di Rangikapiti.

Un pā (IPA paː) può riferirsi ad un villaggio maori o ad un insediamento difensivo, ma il più sovente si riferisce a fortificazioni di collina – insediamenti fortificati con palizzate e terrazze difensive – e a villaggi fortificati. I pā sono principalmente presenti nell'Isola del Nord della Nuova Zelanda, a nord del lago Taupo. Strutture simili ai pā  si trovano in tutta la Polinesia centrale, nelle isole Figi, a Tonga e alle Marchesi.
Nella cultura Māori, un pā rappresenta il mana e l'abilità strategica di un iwi (tribù o confederazione tribale), personificata dal capotribù. I pā si trovano nelle aree più facilmente difendibili del territorio di un iwi e sono usati per proteggere i siti di stoccaggio di cibo e acqua o  i pozzi; piccole piantagioni venivano mantenute all'interno del pā. Nella maggior parte dei casi, poche persone vivevano a lungo termine in un singolo pā, mentre un iwi provvedevano al mantenimento di diversi pā alla volta, i quali erano spesso sotto il controllo di un hapū, una sottotribù. 
Quasi tutti i pā si trovano su un rilievo, con una particolare abbondanza sulle colline vulcaniche, il cui pendio naturale veniva terrazzato.